# Норт Јутика (Илиноис)
Норт Јутика (енгл. North Utica) град је у америчкој савезној држави Илиноис.

## Демографија
По попису из 2010. године број становника је 1.352, што је 375 (38,4%) становника више него 2000. године.
| Група             | 2000.       | 2010.         |
| Белци             | 942 (96,4%) | 1.302 (96,3%) |
| Афроамериканци    | 3 (0,3%)    | 5 (0,4%)      |
| Азијати           | 3 (0,3%)    | 1 (0,1%)      |
| Хиспаноамериканци | 20 (2,0%)   | 37 (2,7%)     |
| Укупно            | 977         | 1.352         |